# Oscarverleihung 2022
Übersicht aller ausgezeichneten Filme

◄◄ | ◄ | 2018 | 2019 | 2020 | 2021 | Oscarverleihung 2022 | 2023 | 2024 | 2025

Weitere Ereignisse

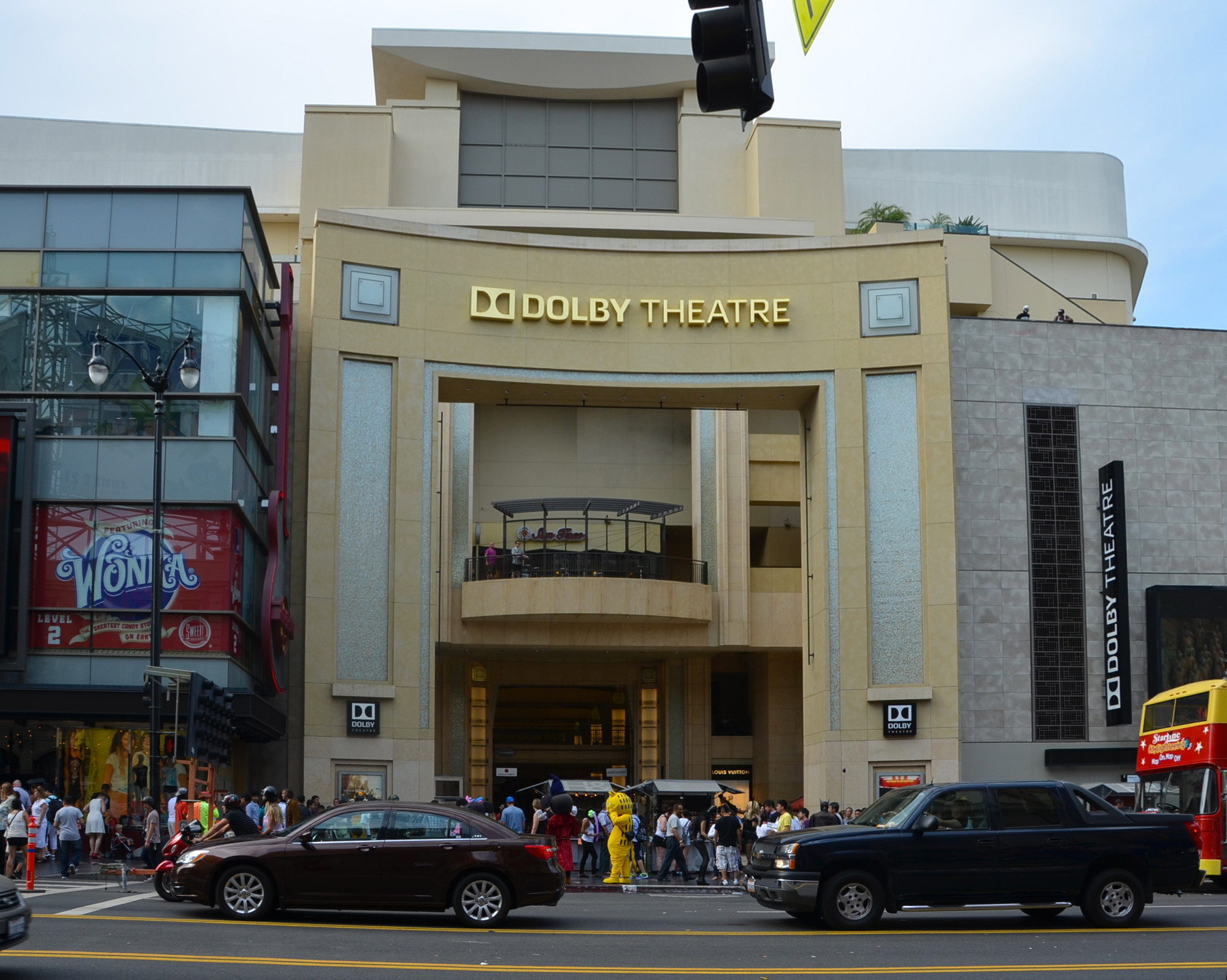
Das Dolby Theatre, Veranstaltungsort der Oscarverleihung 2022

Die 94. Verleihung der Oscars (englisch 94th Academy Awards) fand am 27. März 2022 im Dolby Theatre in Los Angeles statt. Die Vorauswahl (Shortlist) wurde am 21. Dezember 2021 veröffentlicht, am 8. Februar 2022 wurden daraus die Nominierten bekanntgegeben.
Die Moderation der Preisverleihung wurde in diesem Jahr von Regina Hall, Amy Schumer und Wanda Sykes übernommen. Bei den acht Kategorien Dokumentar-Kurzfilm, Schnitt, Make-up und Frisuren, Filmmusik, Szenenbild, animierter Kurzfilm, Kurzfilm sowie Ton wurden die Preisträger nicht mehr live bei der Verleihungsshow verkündet, sondern vorher. Diese Verleihungen wurden bei der Veranstaltung eingespielt.
Als Favorit für die Preisverleihung galt das neuseeländisch-australische Westerndrama The Power of the Dog von Jane Campion, das zwölf Nominierungen erhielt. Campion ist die erste Filmemacherin, die zum zweiten Mal für den Regie-Preis berücksichtigt wurde; ihr Oscar war dann jedoch der einzige, der für diesen Film tatsächlich vergeben wurde. Zehn Nominierungen erhielt Denis Villeneuves US-amerikanische Science-Fiction-Produktion Dune, die sechs Oscars gewann. Das britische Jugenddrama Belfast von Kenneth Branagh und der US-amerikanische Musicalfilm West Side Story von Steven Spielberg erhielten je sieben Nominierungen, aber letztlich jeweils nur einen Oscar.
Den Hauptpreis für den Besten Film erhielt Coda, der mit nur 3 Nominierungen ins Rennen gegangen war, jedoch alle 3 Preise gewinnen konnte.
Besondere mediale Aufmerksamkeit erregte Will Smith, der den Komiker Chris Rock während der Anmoderation auf der Bühne ohrfeigte, nachdem dieser zuvor einen Witz über Smiths Ehefrau, Jada Pinkett Smith, gemacht hatte.
| Film                           | N  | A |
| ------------------------------ | -- | - |
| The Power of the Dog           | 12 | 1 |
| Dune                           | 10 | 6 |
| Belfast                        | 07 | 1 |
| West Side Story                | 07 | 1 |
| King Richard                   | 06 | 1 |
| Drive My Car                   | 04 | 1 |
| Don’t Look Up                  | 04 | 0 |
| Nightmare Alley                | 04 | 0 |
| Coda                           | 03 | 3 |
| Encanto                        | 03 | 1 |
| Keine Zeit zu sterben          | 03 | 1 |
| Being the Ricardos             | 03 | 0 |
| Flee                           | 03 | 0 |
| Frau im Dunkeln                | 03 | 0 |
| Licorice Pizza                 | 03 | 0 |
| Macbeth                        | 03 | 0 |
| The Eyes of Tammy Faye         | 02 | 2 |
| Cruella                        | 02 | 1 |
| Parallele Mütter               | 02 | 0 |
| Der schlimmste Mensch der Welt | 02 | 0 |
| Tick, Tick… Boom!              | 02 | 0 |

## Preisträger und Nominierte

### Bester Film
präsentiert von Lady Gaga und Liza Minnelli
Coda – Produktion: Fabrice Gianfermi, Philippe Rousselet und Patrick Wachsberger
- Belfast – Produktion: Laura Berwick, Kenneth Branagh, Becca Kovacik und Tamar Thomas
- Don’t Look Up – Produktion: Adam McKay und Kevin J. Messick
- Drive My Car – Produktion: Teruhisa Yamamoto
- Dune – Produktion: Cale Boyter, Mary Parent und Denis Villeneuve
- King Richard – Produktion: Will Smith, Tim White und Trevor White
- Licorice Pizza – Produktion: Paul Thomas Anderson, Sara Murphy und Adam Somner
- Nightmare Alley – Produktion: Bradley Cooper, J. Miles Dale und Guillermo del Toro
- The Power of the Dog – Produktion: Jane Campion, Iain Canning, Roger Frappier, Tanya Seghatchian und Emile Sherman
- West Side Story – Produktion: Kristie Macosko Krieger und Steven Spielberg

### Beste Regie
präsentiert von Kevin Costner
Jane Campion – The Power of the Dog
- Paul Thomas Anderson – Licorice Pizza
- Kenneth Branagh – Belfast
- Ryūsuke Hamaguchi – Drive My Car
- Steven Spielberg – West Side Story

### Bester Hauptdarsteller
präsentiert von Samuel L. Jackson, Uma Thurman und John Travolta
Will Smith – King Richard
- Javier Bardem – Being the Ricardos
- Benedict Cumberbatch – The Power of the Dog
- Andrew Garfield – Tick,Tick… Boom!
- Denzel Washington – Macbeth (The Tragedy of Macbeth)

### Beste Hauptdarstellerin
präsentiert von Anthony Hopkins
Jessica Chastain – The Eyes of Tammy Faye
- Olivia Colman – Frau im Dunkeln (The Lost Daughter)
- Penélope Cruz – Parallele Mütter (Madres paralelas)
- Nicole Kidman – Being the Ricardos
- Kristen Stewart – Spencer

### Bester Nebendarsteller
präsentiert von Yoon Yeo-jeong
Troy Kotsur – Coda
- Ciarán Hinds – Belfast
- Jesse Plemons – The Power of the Dog
- J. K. Simmons – Being the Ricardos
- Kodi Smit-McPhee – The Power of the Dog

### Beste Nebendarstellerin
präsentiert von H.E.R. und Daniel Kaluuya
Ariana DeBose – West Side Story
- Jessie Buckley – Frau im Dunkeln (The Lost Daughter)
- Judi Dench – Belfast
- Kirsten Dunst – The Power of the Dog
- Aunjanue Ellis – King Richard

### Bestes adaptiertes Drehbuch
präsentiert von Shawn Mendes und Tracee Ellis Ross
Siân Heder – Coda
- Jane Campion – The Power of the Dog
- Ryūsuke Hamaguchi und Takamasa Ōe – Drive My Car
- Maggie Gyllenhaal – Frau im Dunkeln (The Lost Daughter)
- Eric Roth, Jon Spaihts und Denis Villeneuve – Dune

### Bestes Originaldrehbuch
präsentiert von Jennifer Garner, Elliot Page und J. K. Simmons
Kenneth Branagh – Belfast
- Paul Thomas Anderson – Licorice Pizza
- Zach Baylin – King Richard
- Adam McKay und David Sirota – Don’t Look Up
- Joachim Trier und Eskil Vogt – Der schlimmste Mensch der Welt (Verdens verste menneske)

### Beste Kamera
präsentiert von Woody Harrelson, Rosie Perez und Wesley Snipes
Greig Fraser – Dune
- Bruno Delbonnel – Macbeth (The Tragedy of Macbeth)
- Janusz Kamiński – West Side Story
- Dan Laustsen – Nightmare Alley
- Ari Wegner – The Power of the Dog

### Bestes Szenenbild
präsentiert von Josh Brolin und Jason Momoa
Zsuzsanna Sipos und Patrice Vermette – Dune
- Rena DeAngelo und Adam Stockhausen – West Side Story
- Stefan Dechant und Nancy Haigh – Macbeth (The Tragedy of Macbeth)
- Tamara Deverell und Shane Vieau – Nightmare Alley
- Grant Major und Amber Richards – The Power of the Dog

### Bestes Kostümdesign
präsentiert von Ruth E. Carter und Lupita Nyong’o
Jenny Beavan – Cruella
- Jacqueline Durran und Massimo Cantini Parrini – Cyrano
- Robert Morgan und Jacqueline West – Dune
- Luis Sequeira – Nightmare Alley
- Paul Tazewell – West Side Story

### Beste Filmmusik
präsentiert von Josh Brolin und Jason Momoa
Hans Zimmer – Dune
- Nicholas Britell – Don’t Look Up
- Germaine Franco – Encanto
- Jonny Greenwood – The Power of the Dog
- Alberto Iglesias – Parallele Mütter (Madres paralelas)

### Bester Song
präsentiert von Jake Gyllenhaal und Zoë Kravitz
No Time to Die aus Keine Zeit zu sterben (No Time to Die) – Musik und Text: Billie Eilish und Finneas O’Connell
- Be Alive aus King Richard – Musik und Text: Dixson und Beyoncé
- Dos Oruguitas aus Encanto – Musik und Text: Lin-Manuel Miranda
- Down to Joy aus Belfast – Musik und Text: Van Morrison
- Somehow You Do aus Four Good Days – Musik und Text: Diane Warren

### Bestes Make-up und beste Frisuren
präsentiert von Josh Brolin und Jason Momoa
Linda Dowds, Stephanie Ingram und Justin Raleigh – The Eyes of Tammy Faye
- Carla Farmer, Mike Marino und Stacey Morris – Der Prinz aus Zamunda 2 (Coming 2 America)
- Naomi Donne, Nadia Stacey und Julia Vernon – Cruella
- Eva von Bahr, Donald Mowat und Love Larson – Dune
- Frederic Aspiras, Anna-Carin Lock und Göran Lundström – House of Gucci

### Bester Schnitt
präsentiert von Josh Brolin und Jason Momoa
Joe Walker – Dune
- Hank Corwin – Don’t Look Up
- Myron Kerstein und Andrew Weisblum – Tick, Tick… Boom!
- Pamela Martin – King Richard
- Peter Sciberras – The Power of the Dog

### Bester Ton
präsentiert von Josh Brolin und Jason Momoa
Ron Bartlett, Theo Green, Doug Hemphill, Mark A. Mangini und Mac Ruth – Dune
- Niv Adiri, Simon Chase, James Mather und Denise Yarde – Belfast
- Brian Chumney, Tod A. Maitland, Shawn Murphy, Andy Nelson und Gary Rydstrom – West Side Story
- Richard Flynn, Robert Mackenzie und Tara Webb – The Power of the Dog
- James Harrison, Simon Hayes, Paul Massey, Oliver Tarney und Mark Taylor – Keine Zeit zu sterben (No Time to Die)

### Beste visuelle Effekte
präsentiert von Jacob Elordi und Rachel Zegler
Brian Connor, Paul Lambert, Tristan Myles und Gerd Nefzer – Dune
- Chris Corbould, Jonathan Fawkner, Joel Green und Charlie Noble – Keine Zeit zu sterben (No Time to Die)
- Joe Farrell, Dan Oliver, Christopher Townsend und Sean Noel Walker – Shang-Chi and the Legend of the Ten Rings
- Scott Edelstein, Kelly Port, Dan Sudick und Chris Waegner – Spider-Man: No Way Home
- Swen Gillberg, Bryan Grill, Nikos Kalaitzidis und Dan Sudick – Free Guy

### Bester Animationsfilm
präsentiert von Halle Bailey, Lily James und Naomi Scott
Encanto – Jared Bush, Byron Howard, Yvett Merino und Clark Spencer
- Flee – Monica Hellström, Charlotte de La Gournerie, Jonas Poher Rasmussen und Signe Byrge Sørensen
- Luca – Enrico Casarosa und Andrea Warren
- Die Mitchells gegen die Maschinen (The Mitchells vs. the Machines) – Kurt Albrecht, Phil Lord, Christopher Miller und Mike Rianda
- Raya und der letzte Drache (Raya and the Last Dragon) – Carlos López Estrada, Don Hall, Osnat Shurer und Peter Del Vecho

### Bester animierter Kurzfilm
präsentiert von Josh Brolin und Jason Momoa
The Windshield Wiper – Alberto Mielgo und Leo Sanchez
- Affairs of the Art – Les Mills und Joanna Quinn
- Bestia – Hugo Covarrubias und Tevo Díaz
- Boxballet – Anton Djakow
- Rote Robin (Robin Robin) – Dan Ojari und Michael Please

### Bester Kurzfilm
präsentiert von Josh Brolin und Jason Momoa
The Long Goodbye – Riz Ahmed und Aneil Karia
- Ala Kachuu – Take and Run – Maria Brendle und Nadine Lüchinger
- Das Kleid (Sukienka) – Tadeusz Łysiak und Maciej Ślesicki
- On My Mind – Kim Magnusson und Martin Strange-Hansen
- Please Hold – K.D. Dávila und Levin Menekse

### Bester Dokumentarfilm
präsentiert von Chris Rock
Summer of Soul (…Or, When the Revolution Could Not Be Televised) – David Dinerstein, Robert Fyvolent, Joseph Patel und Ahmir „Questlove“ Thompson
- Ascension – Jessica Kingdon, Kira Simon-Kennedy und Nathan Truesdell
- Attica – Traci Curry und Stanley Nelson
- Flee – Monica Hellström, Charlotte de La Gournerie, Jonas Poher Rasmussen und Signe Byrge Sørensen
- Writing with Fire – Sushmit Ghosh und Rintu Thomas

### Bester Dokumentar-Kurzfilm
präsentiert von Josh Brolin und Jason Momoa
The Queen of Basketball – Ben Proudfoot
- Als wir Tyrannen waren (When We Were Bullies) – Jay Rosenblatt
- Drei Lieder für Benazir (Three Songs for Benazir) – Elizabeth Mirzaei und Gulistan Mirzaei
- Hörbar (Audible) – Geoff McLean und Matthew Ogens
- Nach Hause (Lead Me Home) – Pedro Kos und Jon Shenk

### Bester internationaler Film
präsentiert von Tiffany Haddish und Simu Liu
Drive My Car (ドライブ・マイ・カー, Doraibu mai kā), Japan – Regie: Ryūsuke Hamaguchi
- Flee, Dänemark – Regie: Jonas Poher Rasmussen
- The Hand of God (È stata la mano di Dio), Italien – Regie: Paolo Sorrentino
- Lunana – Das Glück liegt im Himalaya (লুনানা), Bhutan – Regie: Pawo Choyning Dorji
- Der schlimmste Mensch der Welt (Verdens verste menneske), Norwegen – Regie: Joachim Trier

## Einreichungen für den Besten internationalen Film
Als deutschen Beitrag wählte im September 2021 eine von german films, der Auslandsvertretung des deutschen Films, organisierte Jury Ich bin dein Mensch von Maria Schrader aus. Weitere Bewerber waren die neun Filme Je suis Karl, Herr Bachmann und seine Klasse, Fabian oder Der Gang vor die Hunde, Die Welt wird eine andere sein, Die Rettung der uns bekannten Welt, Die Unbeugsamen, Schachnovelle, Lieber Thomas und Nahschuss.
Die Schweiz reichte die schweizerisch-französische Koproduktion Olga von Elie Grappe als Kandidaten ein und Österreich Große Freiheit von Sebastian Meise.
Die Beiträge aus Deutschland und Österreich gelangten auf die am 21. Dezember 2021 veröffentlichte Vorauswahl aus 15 Filmen, landeten aber nicht auf der Liste der fünf Nominierungen.
Als bester internationaler Film wurde Drive My Car (ドライブ・マイ・カー, Doraibu mai kā) aus Japan unter der Regie von Ryūsuke Hamaguchi ausgezeichnet.

## Ehrenoscars
Die vom Board of Governors der Academy of Motion Picture Arts and Sciences bestimmten Ehrenpreisträger sollten ursprünglich im Rahmen der Governors Awards-Gala am 15. Januar 2022 in Los Angeles ausgezeichnet werden. Aufgrund der COVID-19-Pandemie wurde die Verleihung auf den 25. März 2022 verschoben. Die Preisträger wurden am 24. Juni 2021 bekanntgegeben:
- Samuel L. Jackson – US-amerikanischer Schauspieler und Filmproduzent
- Elaine May – US-amerikanische Schauspielerin, Autorin, Theater- und Filmregisseurin
- Liv Ullmann – norwegische Schauspielerin und Regisseurin

Des Weiteren wurde Danny Glover der Jean Hersholt Humanitarian Award zuerkannt.

## In Memoriam
- Sidney Poitier
- Olympia Dukakis
- William Hurt
- Stephen Sondheim
- Halyna Hutchins
- Ned Beatty
- Peter Bogdanovich
- Clarence Williams III
- Chris Huvane
- Michael K. Williams
- Jerome Hellman
- Jean-Paul Belmondo
- David H. DePatie
- Martha De Laurentiis
- Irwing W. Young
- Sally Kellerman
- Richard Donner
- Ivan Reitman
- Emi Wada
- Yvette Mimieux
- Sonny Chiba
- Lina Wertmüller
- Douglas Trumbull
- Brian Goldner
- Robert Blalack
- Felipe Cazals
- Saginaw Grant
- Jon Gregory
- Dorothy Steel
- Dean Stockwell
- Melvin Van Peebles
- Alan Ladd junior
- David Brenner
- Don Phillips
- Bill Taylor
- Norman Lloyd
- Ruthie Tompson
- Brad Allan
- Mikis Theodorakis
- Max Julien
- Lewis Erskine
- Tony Walton
- Steve Schapiro
- Mace Neufeld
- Carmen Salinas
- Paul Mooney
- Betty White
- Marilyn Bergman
- Leslie Bricusse
- Marcia Nasatir
- Buddy Van Horn
- Diane Weyermann
- Jane Powell
- Jean-Marc Vallée
- Charles Grodin

## Vorfall um Will Smith und Chris Rock

Ein Graffiti der Szene, als Will Smith während der Oscarverleihung Chris Rock ins Gesicht schlägt

Als Chris Rock während der Verleihung auf der Bühne den Preis für den besten Dokumentarfilm überreichte, scherzte er gegenüber Jada Pinkett Smith, dass er sich auf eine Fortsetzung von G.I. Jane freue, eines Films, in dem Demi Moore sich ihre langen Haare abrasiert. Pinketts Haarverlust hingegen ist nicht beabsichtigt, sondern Folge einer krankhaften Alopezie. Nachdem Pinkett Smiths Ehemann Will Smith erst noch darüber gelächelt hatte, erhob er sich Sekunden später von seinem Sitz in der Nähe der Bühne, ging auf Rock zu und ohrfeigte ihn. Es war im ersten Moment unklar, ob es sich um eine geplante Einlage handelte. Rock erwiderte die Ohrfeige mit dem Satz: „Wow! Will Smith hat gerade die Scheiße aus mir geprügelt!“ („Wow! Will Smith just smacked the shit out of me!“). Nachdem er sich wieder hingesetzt hatte, schrie Smith Rock zweimal an: „Nimm nicht den Namen meiner Frau in deinen verdammten Mund!“ („Keep my wife's name out your fucking mouth!“). Spätestens dann wurde deutlich, dass es sich nicht um einen geplanten Teil der Show handelte. Als Smith kurz darauf den Oscar als bester Schauspieler entgegennahm, sagte er in seiner Rede, dass er sich auf sein Gefühl konzentriere, die Menschen um ihn herum beschützen zu müssen, und entschuldigte sich bei der Academy, nicht aber bei Rock.
Einen Tag nach der Veranstaltung entschuldigte sich Smith über Instagram auch bei Rock. Rock erstattete wegen des Vorfalls keine Anzeige bei der Polizei. Im Nachhinein wurde publik, dass die Veranstalter Smith noch während der Verleihung dazu aufforderten, die Gala zu verlassen, was dieser verweigerte. Am 1. April 2022 zog Smith Konsequenzen und trat aus der Academy aus. Er nannte sein Verhalten „schockierend, schmerzhaft und unentschuldbar“. In einer Stellungnahme, die in der Zeitschrift Variety veröffentlicht wurde, sagte er weiter: „Ich habe anderen Nominierten und Gewinnern ihre Gelegenheit genommen, zu feiern und für ihre außergewöhnliche Arbeit gefeiert zu werden. Ich bin untröstlich.“
Die Academy of Motion Picture Arts and Sciences hat als Konsequenz Will Smith für zehn Jahre von allen Veranstaltungen, inklusive der Oscarverleihungen, ausgeschlossen.
Als Reaktion auf die Vorkommnisse haben nun sowohl Sony als auch Netflix Filmprojekte mit Smith auf Eis gelegt. Betroffen sind unter anderem der vierte Teil der Bad Boys-Reihe sowie der Netflix-Film Fast and Loose, in denen die Besetzung von Hauptrollen durch Smith vorgesehen waren.